# Wheatland (Califórnia)
Wheatland é uma cidade localizada no estado americano da Califórnia, no condado de Yuba. Foi incorporada em 23 de abril de 1874.

## Geografia
De acordo com o United States Census Bureau, a cidade tem uma área de 3,9 km², onde 3,8 km² estão cobertos por terra e 0,1 km² por água.

### Localidades na vizinhança
O diagrama seguinte representa as localidades num raio de 24 km ao redor de Wheatland.

## Demografia
Segundo o censo nacional de 2010, a sua população é de 3 456 habitantes e sua densidade populacional é de 901,60 hab/km². É a cidade que, em 10 anos, teve o maior crescimento populacional do condado de Yuba. Possui 1 323 residências, que resulta em uma densidade de 345,14 residências/km².